# 吉田悟郎 (俳優)
吉田 悟郎（よしだ ごろう、1986年7月24日 - ）は、日本の俳優、舞台役者。
東京都出身。エフ・エム・ジー所属。特技は野球・殺陣。

## 略歴
東京都立日比谷高等学校を経て、青山学院大学へ進学して在学中に「学生のうちに冒険を」と思い立ち、演技は未経験であったが舞台のオーディションを受けて合格した。2008年に別世界カンパニーの舞台『新撰組伝』への出演で俳優デビューし、主宰の伊木輔のもとで演技を学びながら小劇場への出演を重ねた。2012年に1か月間の日本一周旅行を敢行した後、2013年にフリーランスから転じて現事務所所属となり、CM出演など舞台以外の活動にも着手した。2016年、AmazonプライムのCM「ライオン編」で演じた父親役で注目される。これ以降は多くのCMに起用され、多くのバラエティ番組に出演する機会も得た。
2019年、特撮テレビドラマ『仮面ライダーゼロワン』第2話でヒューマギア（人型ロボット）・マモル役とその怪人態・エカルマギアの声を演じた際には「マモルくん」が放送当日のTwitterでトレンドに入るほどの話題となり、自身のTwitterにて第1話で話題となった腹筋崩壊太郎（演 - なかやまきんに君）の名を挙げながら感謝の旨を述べている。なお、主人公の飛電或人（演 - 高橋文哉）によって右腕に巻かれたバンダナに嬉しそうな表情で左手を添える演技は、台本のト書きにも書かれておらずテストの際に独断で行なったが、監督の杉原輝昭に無言で採用されて本番ではバンダナ狙いでも撮ってもらえたため、自分にとっても思い入れのある瞬間の画になったという。

## 出演

### テレビドラマ
- 仮面ライダーシリーズ
  - 仮面ライダードライブ 第18話・第19話（2015年2月15日・22日、テレビ朝日） - 岡島冬馬 役
  - 仮面ライダーゼロワン 第2話・第24話・第44話・第45話（2019年9月8日・2020年2月23日・8月23日・30日、テレビ朝日） - マモル 役[12]
- 連続企業爆破テロ 40年目の真実 〜極秘資料が明かす警察と爆弾犯の攻防260日〜（2015年5月22日、フジテレビ）
- リスクの神様 第3話（2015年7月22日、フジテレビ）
- BS1スペシャル「時代をプロデュースした者たち」
- 世にも奇妙な物語‘17春の特別編 「妻の記憶」（2017年4月29日、フジテレビ） - 梅原靖彦 役
- 母になる 第6話（2017年5月17日、日本テレビ） - 松田一輝 役
- サチのお寺ごはん（2017年7月 - 9月、メ〜テレ他） - 大原仁志 役
- コード・ブルー -ドクターヘリ緊急救命- 3rd season- 第3話（2017年7月31日、フジテレビ） - 天野道隆 役
- コウノドリ 第2シリーズ（2017年10月 - 12月、TBS） - 高尾聡介 役
- 特捜9 第1話・第6話・最終話（2018年4月11日・5月16日・6月13日、テレビ朝日） - 桜庭忠司 役
- 科捜研の女 SEASON 18 第4話（2018年11月15日、テレビ朝日） - 有馬芳明 役
- ハル〜総合商社の女〜 第1話（2019年10月21日、テレビ東京） - 長野晃 役
- G線上のあなたと私 第7話（2019年11月26日、TBS）
- 義母と娘のブルース 2020年謹賀新年スペシャル（2020年1月2日、TBS） - 坂野泰輔 役[13]
- 大河ドラマ 麒麟がくる 第9話（2020年3月15日、NHK）
- やめるときも、すこやかなるときも 最終話（2020年3月24日、日本テレビ）
- 婚姻届に判を捺しただけですが　第1話（2021年10月19日、TBS）
- ラジエーションハウスII〜放射線科の診断レポート〜 第5話（2021年11月1日、フジテレビ）
- アンラッキーガール! 第5話（2021年11月4日、読売テレビ）
- 真犯人フラグ 第7話（2021年11月28日、日本テレビ） - テレビディレクター 役
- 金田一少年の事件簿 第4話「白蛇蔵殺人事件」（2022年5月22日、日本テレビ） - 白神左紺 役[14]
- わたしのお嫁くん 第4話（2023年5月3日、フジテレビ） - 石井 役
- 特捜9 season7 第7話（2024年5月15日、テレビ朝日） - 谷繁秀輝 役[15]
- 相棒 season23 第1話（2024年10月16日、テレビ朝日） - 村野典明 役
- アンサンブル 第2話（2025年1月25日、日本テレビ） - 五十嵐 役

### 舞台
- 新撰組伝（2008年）松本良順 役[4]
- ロミオ&ジュリエット（2009年）[16]
- 双生児（2009年）
- 流れる雲よ 2011（2011年）赤沢利夫 役[17]
- P.s 〜for you and for me〜（2011年）ホンドンヒョン 役[18]
- 班女（2011年）[19]
- 恋人は椅子な人（2012年）[20]
- マクベス（2012年）
- ラフカット2012（2012年）
- 浅草あちゃらか（2013年）
- ファウスト〜愛の剣士たち〜（2014年）トドメ 役[21]
- 実録・連合赤軍 あさま山荘への道程（2017年）吉野雅邦 役[22]
- Takayuki Suzui Project OOPARTS Vol.4「天国への階段」（2017年）
- オールナイトニッポン55周年記念公演「あの夜を覚えてる」（2022年3月20日・27日、オンライン劇場「ZA」） - 堂島稔 役
- 空腹（2024年）[23]

### 映画
- ドクムシ（2016年）
- 仮面ライダー 令和 ザ・ファースト・ジェネレーション（2019年12月21日） - マモル 役[24]
- 劇場版 仮面ライダーゼロワン REAL×TIME（2020年12月18日） - マモル 役

### オリジナルビデオ
- てれびくん超バトルDVD 仮面ライダーゼロワン『カンガルーからナニが飛び出す？ソンナの自分でカンガルー！はい、或人じゃないと！！』（2020年） - マモル 役[25]

### CM
- 玉川衛材「フィッティ吸着分解マスクDX」 「戦うマスク」篇
- 花王「ヘルシア」 「ジム」篇
- 日立「ビッグドラム」
- 新生銀行レイク 「お届けもの」篇
- SONY USA「SONY BE MOVED」
- Amazonプライム 「ライオン」篇（2016年） - 第54回ギャラクシー賞 CM部門 優秀賞受賞[26]
- はま寿司「大切り中とろ祭り」篇
- ローソン「おでん屋さんのように種類が豊富」篇
- 野村不動産アーバンネット「野村の仲介＋」 「すれ違う思いやり」篇（2016年）
- 大塚製薬「ネイチャーメイド」「焼き魚定食?」篇（2016年）
- ユニバーサル・スタジオ・ジャパン「ドラゴンクエスト・ザ・リアル」（2017年）
- 天藤製薬　ボラギノールA坐剤　「男性着席」「男性直立」「男女着席」篇（2019年-）
- AOKI 2020年新春初売り（2020年）[27]
- KARTE「心に残る結婚式を」篇（2020年）[28]
- レキットベンキーザー・ジャパン株式会社
  - ドクターショール「ジェルアクティブ」篇（2020年）[29]
  - 消臭・抗菌スプレー 篇（2020年）[30]
- パナソニック ホームズ「安心を約束する家」篇（2020年）[31]
- SPRIX 森塾「育つ自信」篇（2022年）[32]

### スチール
- 敷島製パン Pasco「-きって、はさむを楽しもう！- #親子ロール 投稿キャンペーン」（2017年）